# Vigna di Valle
Vigna di Valle è una frazione del comune di Bracciano nella città metropolitana di Roma.
Sorge sul lago Sabatino ed è sede di diverse installazioni dell'Aeronautica Militare tra cui museo storico, il reparto sperimentazioni meteorologia, il centro sportivo e una stazione ricevente del sistema satellitare Sicral.

## Infrastrutture e trasporti
La località di Vigna di Valle è passata alla storia per la più antica infrastruttura aeroportuale italiana, l'aeroporto di Bracciano-Vigna di Valle, che venne inaugurato nel 1908 sulla sponda del Lago di Bracciano e che in seguito svolse anche la funzione di idroscalo. Dal 1977 ospita il Museo storico dell'Aeronautica Militare.

### Ferrovie
Nella frazione è presente una fermata, posizionata lungo la Ferrovia Roma-Capranica-Viterbo. a differenza della stazione principale di Bracciano, offre una frequenza dei treni dimezzata. 

### Mobilità extraurbana
La frazione è servita dalle linee autobus della Cotral.

### Trasporto pubblico locale
Si può raggiungere la frazione dal centro storico (e viceversa) utilizzando la linea C, operata da Cilia Italia S.R.L. (una controllata del gruppo RATP).